# Peristomatopora harmelini
Peristomatopora harmelini är en mossdjursart som beskrevs av Moyano 1991. Peristomatopora harmelini ingår i släktet Peristomatopora och familjen Stomatoporidae. Inga underarter finns listade i Catalogue of Life.